# Sardocyrnia
Sardocyrnia is een geslacht van vlinders van de familie spanners (Geometridae).

## Soorten
- S. bastelicaria (Bellier, 1862)
- S. fortunaria (Vazquez, 1905)